# Trung tâm Nghệ thuật Đương đại Hà Nội
Trung tâm Nghệ thuật Đương đại được đặt tại Hà Nội, Việt Nam, là nơi trưng bày các tác phẩm nghệ thuật Việt Nam hiện đại.